# Lepidophorum repandum
 Lepidophorum repandum  (L.) DC., 1838 è una specie di piante angiosperme dicotiledoni della famiglia delle Asteraceae, sottofamiglia Asteroideae, tribù Anthemideae (Mediterranean clade) e sottotribù Lepidophorinae.  Lepidophorum repandum è anche l'unica specie del genere  Lepidophorum  Neck. ex DC., 1838. Lepidophorum è anche l'unico genere della sottotribù  Lepidophorinae  Oberpr. & Töpfer, 2022.

## Etimologia
Il nome generico (Lepidophorum) deriva da due parole greche: "lepidus" (= scaglie minute) e "phorum" (= portare). L'epiteto specifico ( repandum) significa: "margini leggermente ondulati".
Il nome scientifico della specie è stato definito dal botanico Augustin Pyramus de Candolle (1778-1841) nella pubblicazione " Prodromus Systematis Naturalis Regni Vegetabilis ... (DC.)" ( Prodr. [A. P. de Candolle] 6: 19) del 1838. Il nome scientifico del genere è stato definito dai botanici Noel Martin Joseph de Necker (1730-1793) e Augustin Pyramus de Candolle nella stessa pubblicazione. Il nome scientifico della sottotribù è stato definito dai botanici Christoph Oberprieler (1964-) e Alisha Töpfer nella pubblicazione "Willdenowia. Mitteilungen aus dem Botanischen Garten und Museum Berlin-Dahlem. Berlin-Dahlem" (Willdenowia 52(1): 132) del 2022.

## Descrizione
Portamento. La specie di questa voce è erbacea con un ciclo biologico annuale. L'indumento è assente (pianta glabra).
Fusto. La parte aerea in genere è eretta, semplice o ramosa. 
Foglie. Le foglie sono disposte in modo alterno ed hanno una lamina dentata con forme ellittiche o obovate-spatolate,
Infiorescenza. Le sinflorescenze sono formate da capolini solitari. Le infiorescenze vere e proprie sono composte da un capolino terminale peduncolato radiato. I capolini sono formati da un involucro, con forme da meniscoidi a emisferiche, composto da diverse brattee, al cui interno un ricettacolo fa da base ai fiori di due tipi: fiori del raggio e fiori del disco. Le brattee, piatte e a consistenza erbacea (strettamente scariose sui margini marroni), sono disposte in modo più o meno embricato su 3-4 serie. Il ricettacolo, convesso, è sprovvisto di pagliette avvolgenti la base dei fiori; le pagliette hanno delle forme da piatte a canalicolate, e da strettamente ellittiche a obovate, con un dotto resinoso centrale.
Fiori. I fiori sono tetra-ciclici (formati cioè da 4 verticilli: calice – corolla – androceo – gineceo) e pentameri (calice e corolla formati da 5 elementi). Si distinguono in:
- fiori del raggio (esterni): sono femminili, fertili e sono disposti su una serie; la forma è ligulata (zigomorfa); a volte possono mancare o essere sterili;
- fiori del disco (centrali): sono più numerosi con forme brevemente tubulose (attinomorfe); sono ermafroditi e fertili.

- Formula fiorale:

*/x K {\displaystyle \infty }, [C (5), A (5)], G 2 (infero), achenio
- Calice: i sepali del calice sono ridotti ad una coroncina di squame.

- Corolla: 
  - fiori del raggio: la forma della corolla alla base è più o meno tubulosa-imbutiforme, mentre all'apice è ligulata; la ligula può terminare con alcuni denti; il colore generalmente è giallo;
  - fiori del disco: la forma è tubulare bruscamente divaricata in 5 lobi; i lobi, patenti o eretti, hanno una forma deltata o più o meno lanceolata; il colore è giallo.

- Androceo: l'androceo è formato da 5 stami (alternati ai lobi della corolla) sorretti da filamenti generalmente liberi; gli stami sono connati e formano un manicotto circondante lo stilo. Le antere, con un collare di filamenti a balaustra, possono essere sia di tipo basifissa che medifissa. Il tessuto endoteciale (rivestimento interno dell'antera) è quasi sempre non polarizzato. Il polline è sferico con un diametro medio di circa 25 micron; è tricolporato (con tre aperture sia di tipo a fessura che tipo isodiametrica o poro) ed è echinato (con punte sporgenti).

- Gineceo: l'ovario è infero uniloculare formato da 2 carpelli. Lo stilo (il recettore del polline) è profondamente bifido (con due stigmi divergenti) e con le linee stigmatiche marginali separate o contigue. I due bracci dello stilo hanno una forma troncata e possono essere papillosi o ricoperti da ciuffi di peli.

Frutti. I frutti sono degli acheni con pappo. In questa specie è presente un certo dimorfismo tra gli acheni dei fiori ligulati esterni (la forme è piatti con apice con circa 4 squame libere o basalmente connate) e quelli tubulosi del disco centrale (sono strettamente obovoidi, a 5 costole). L'apice è arrotondato marginalmente o con una piccola corona. Il pericarpo è provvisto di cellule mucillaginifere lungo le costole, ma è privo di sacche di resina.

## Biologia
Impollinazione: tramite insetti (impollinazione entomogama tramite farfalle diurne e notturne).

Riproduzione: la fecondazione avviene fondamentalmente tramite l'impollinazione dei fiori.

Dispersione: i semi cadono a terra e vengono dispersi soprattutto da insetti come formiche (disseminazione mirmecoria). Un altro tipo di dispersione è zoocoria: gli uncini delle brattee dell'involucro (se presenti) si agganciano ai peli degli animali di passaggio che portano così i semi anche su lunghe distanze. Inoltre per merito del pappo (se presente) il vento può trasportare i semi anche per alcuni chilometri (disseminazione anemocora).

## Distribuzione e habitat
La specie di questa voce è distribuita in Spagna e Portogallo.

## Sistematica
La famiglia di appartenenza di questa voce (Asteraceae o Compositae, nomen conservandum) probabilmente originaria del Sud America, è la più numerosa del mondo vegetale, comprende oltre 23.000 specie distribuite su 1.535 generi, oppure 22.750 specie e 1.530 generi secondo altre fonti (una delle checklist più aggiornata elenca fino a 1.679 generi). La famiglia attualmente (2021) è divisa in 16 sottofamiglie; la sottofamiglia Asteroideae è una di queste e rappresenta l'evoluzione più recente di tutta la famiglia.

### Filogenesi
Il gruppo di questa voce è descritto nella tribù Anthemideae, una delle 21 tribù della sottofamiglia Asteroideae). In base alle ultime ricerche nella tribù sono stati individuati (provvisoriamente) 4 principali lignaggi (o cladi): "Southern hemisphere grade", "Asian-southern African grade", "Eurasian grade" e "Mediterranean clade". Il genere  Lepidophorum (insieme alla sottotribù Lepidophorinae) è incluso nel Mediterranean clade..
La collocazione di questo genere è difficile per motivi morfologici e anatomici. Sono preseti alcune affinità morfologica con le sottotribù Lonadinae e Santolininae che però non sono confermate dallo studio degli alberi filogenetici.
I caratteri distintivi della specie  Lepidophorum repandum sono:
- la forma delle foglie è ellittica o obovata-spatolata;
- gli acheni dei fiori del disco hanno 5 distinte coste.

Il numero cromosomico della specie è: 2n = 18.
In base all'"orologio molecolare", questa specie ha iniziato a divergere circa 6 milioni di anni fa.

### Sinonimi
Sono elencati alcuni sinonimi per questa entità:
- Anthemis repanda L.
- Verbesina repanda  (L.) Pers.
- Anthemis grisleyi  Samp.
- Chamaemelum grisleyi  (Samp.) Vasc.
- Lepidophorum grisleyi  (Samp.) Samp.